# KTM Comet Racer

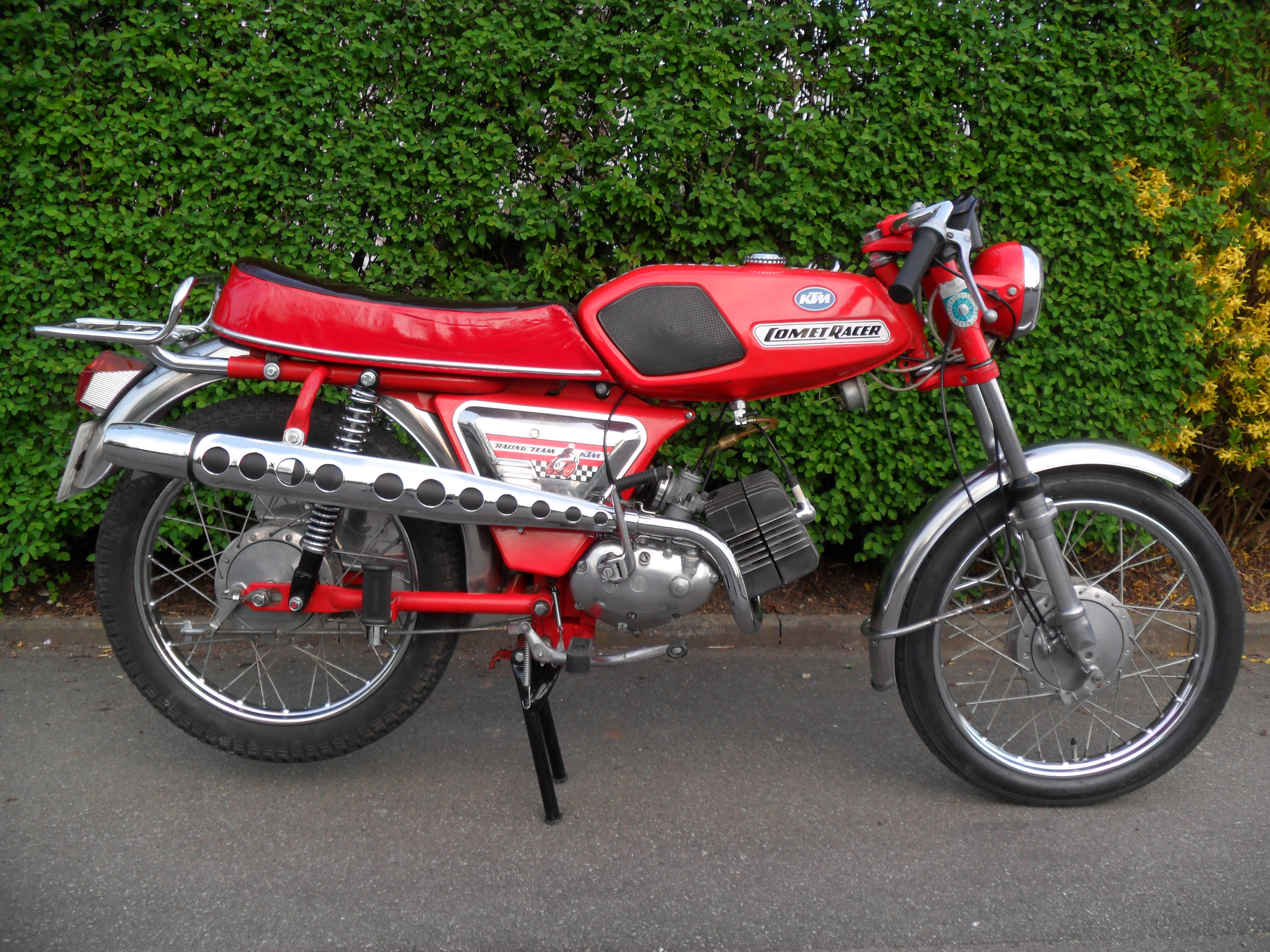
KTM-Comet-Racer

KTM Comet Racer ist ein Sport-Mokick des österreichischen Motorradherstellers KTM.

## Geschichte
Vorgestellt wurde die KTM Comet Racer im März 1972 und war damals der neueste Bestseller von KTM in Österreich.
Die Comet Racer entstand aus der 500er Comet Modellreihe dessen Fahrgestell mit Rohrrahmen als Basis verwendet wurde.
Hergestellt wurde das Produkt in geringer Stückzahl (weniger als 1000 Stück) in den Jahren 1972 bis 1973. Es wurde nur in Österreich zum Kauf angeboten.

## Technische Daten
- 7,5-Liter-Tank mit 2 Benzinhähnen
- 2,6 PS (1,9 kW) bei 5600/min
- fahrtwindgekühlter 48,8 cm³ Puch-Zweitakt-Motor mit Viergang Fußschaltung und KTM-Alu-Großflächenzylinder
- Bohrung / Hub 38/43 mm
- Bing-Vergaser, Typ 1/14/121, Hauptdüse 72 Nadeldüse 2,15A
- Eigengewicht 76 kg - Zulässiges Gesamtgewicht 270 kg
- Abblend- und Fernlicht, Brems- und Schlusslicht
- Schnarre
- Kickstarter
- M-Lenker
- Sitzbank für 2 Personen
- Cockpit mit Tacho, Drehzahlmesser und Fernlichtkontrollleuchte
- hochgezogener verchromter Auspuff
- Trommelbremse vorn und hinten je 130 mm
- Betriebsgeräusch bei Stand/Fahrt je 71 Phon
- Bereifung vorn 17 × 2,50 auf Felge 1,50A x 17
- Bereifung hinten 17 × 2,75 auf Felge 1,50A x 17
- Radstand 1240 mm
- Länge 1915 mm
- Breite 550 mm
- Höhe 950 mm
- Höchstgeschwindigkeit 40 km/h
- Ritzel 11 Zähne
- Kettenrad 44 Zähne
- Preis 1972 - 10570,- Schilling
- Getriebe-Übersetzung 1. Gang 3,64 / 2. Gang 2,00 / 3. Gang 1,38 / 4. Gang 1,00
- Zündung Bosch-Schwunglichtmagnetzünd-Generator 6V, 19/5 W
- Zündzeitpunkt mm v. OT 1,8 – 2,0
- Unterbrecherabstand 0,35 – 0,45 mm
- Zündkerze Bosch W225 T 1

## Galerie

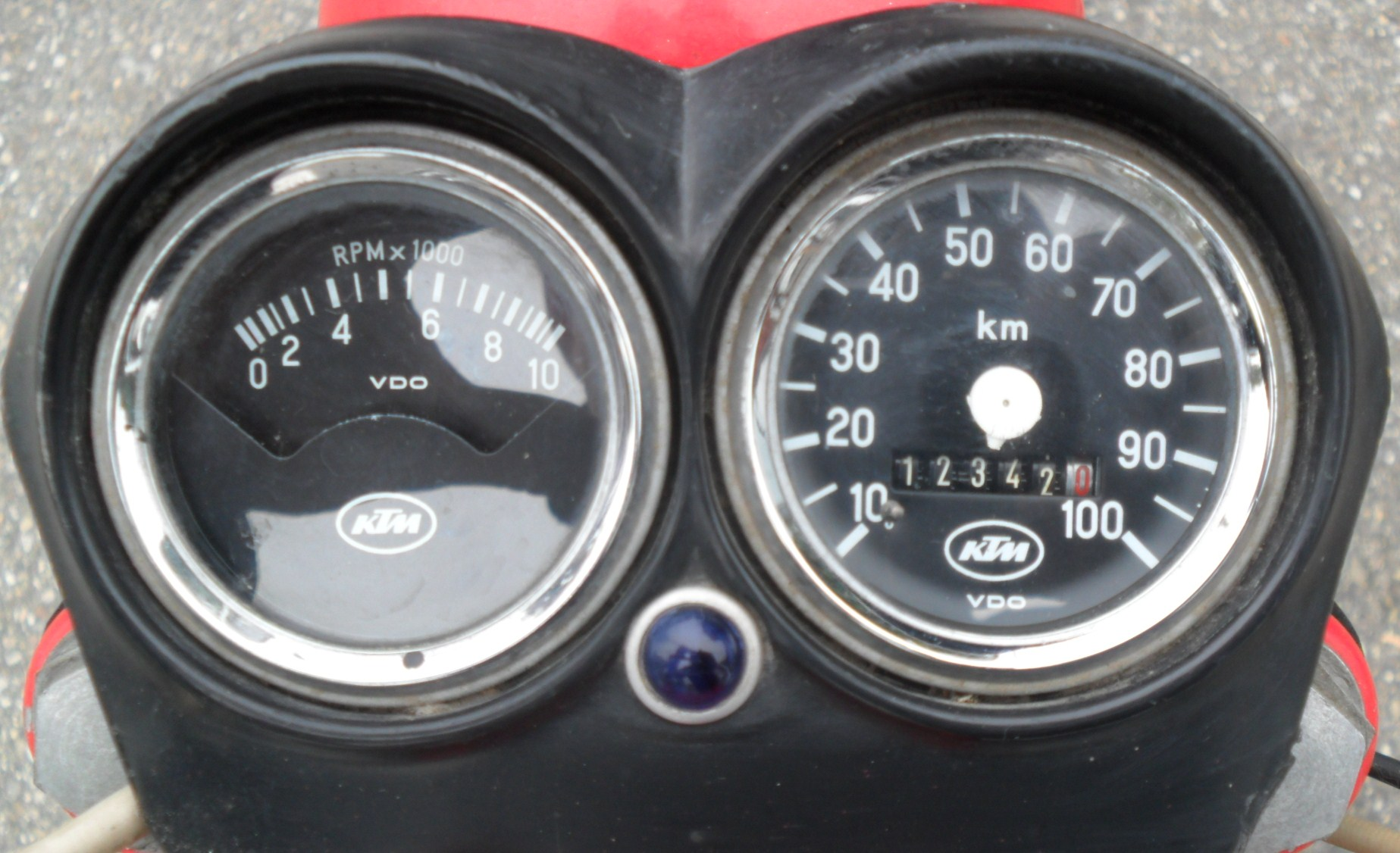
Cockpit Racer
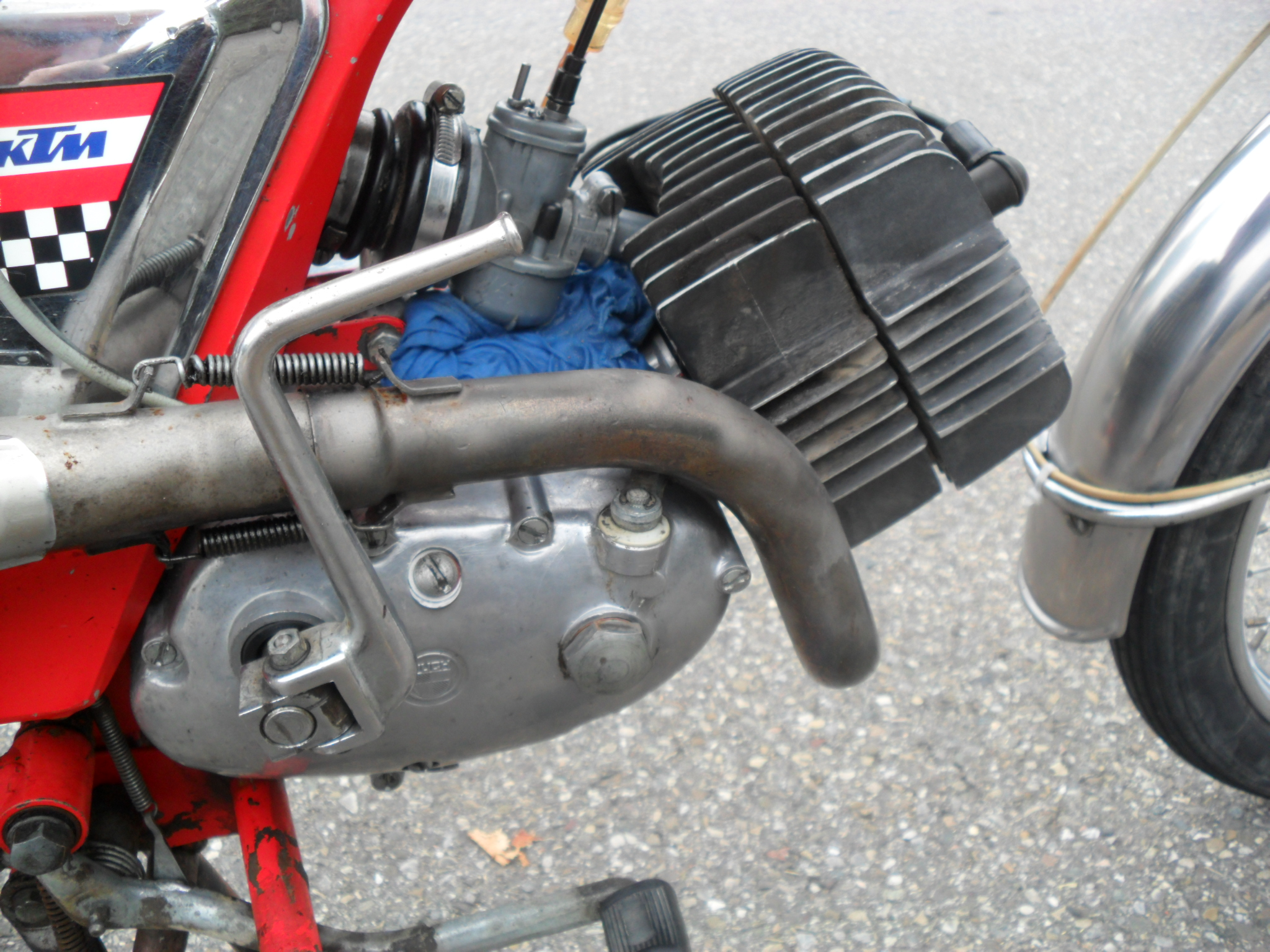
Puch-4-Gang verbaut in KTM Comet Racer
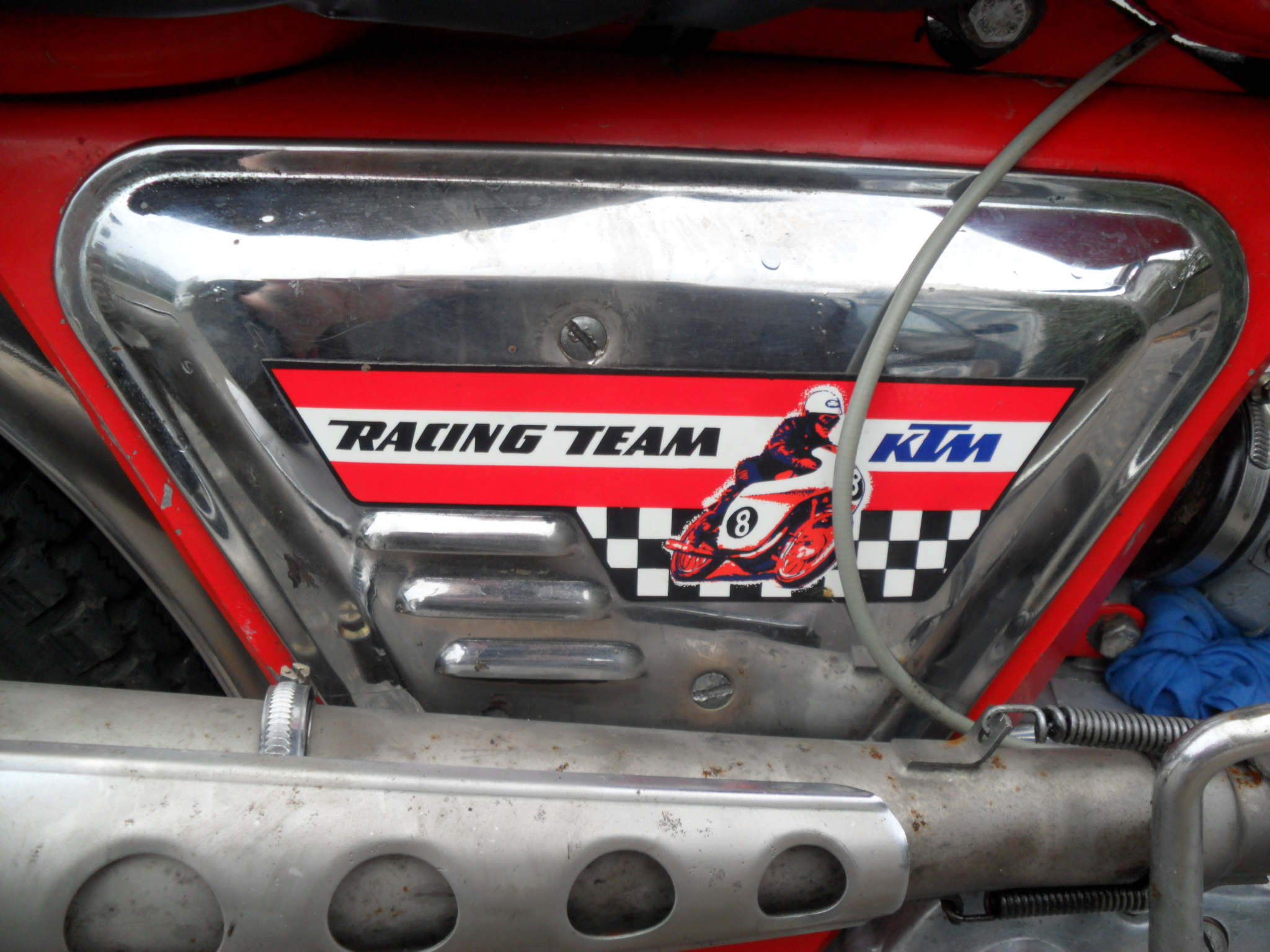
Seitendeckel-Comet-Chrom
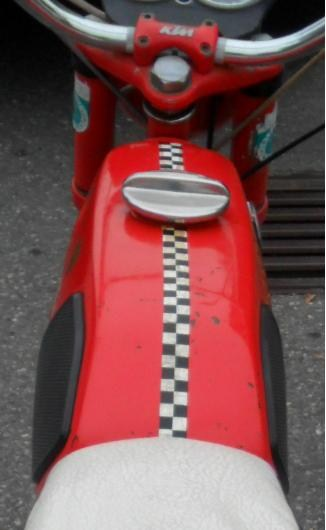
Tank-Comet-Racer Originalbeklebung
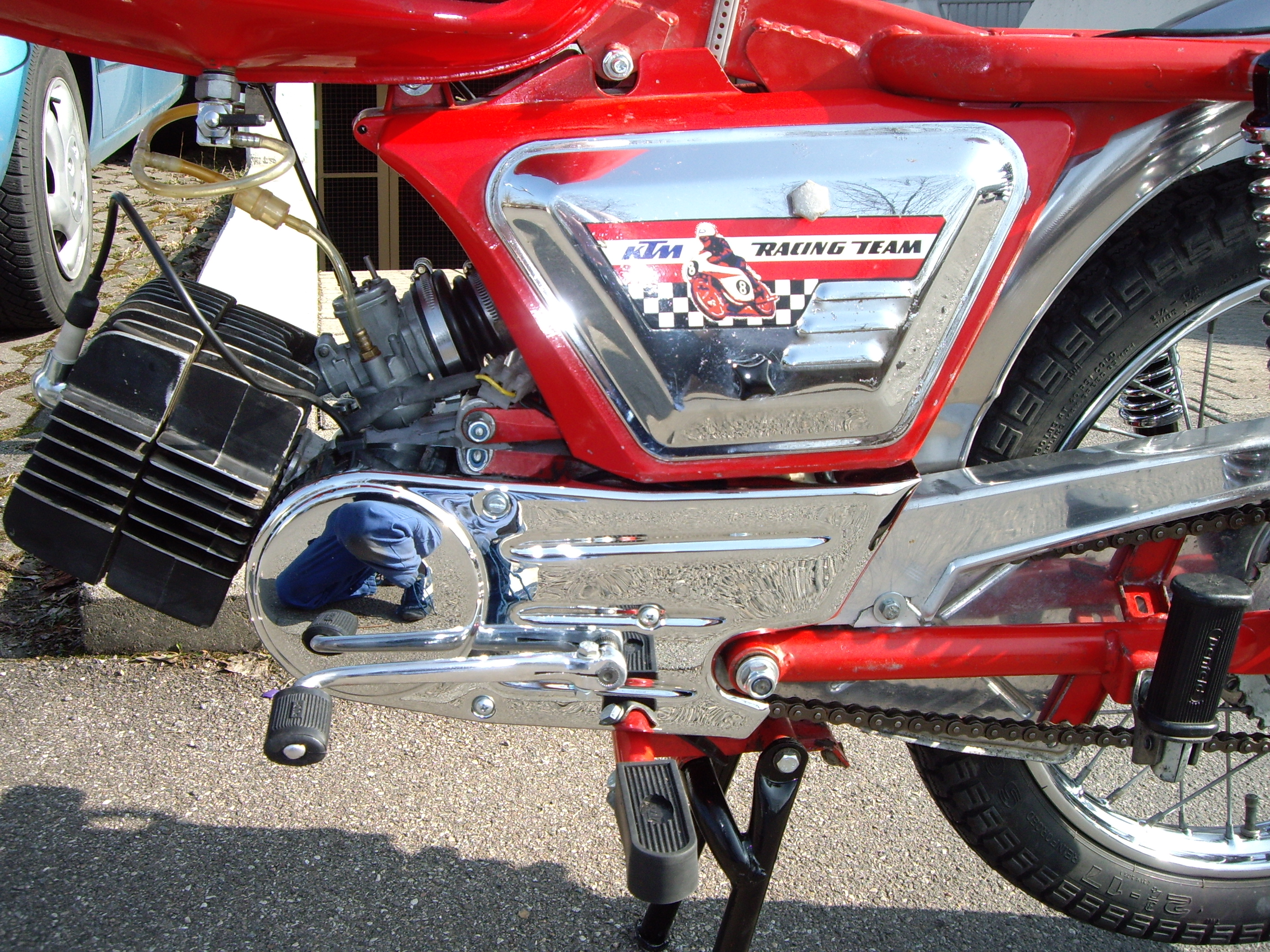
Puch-4-Gang verbaut in KTM Comet Racer
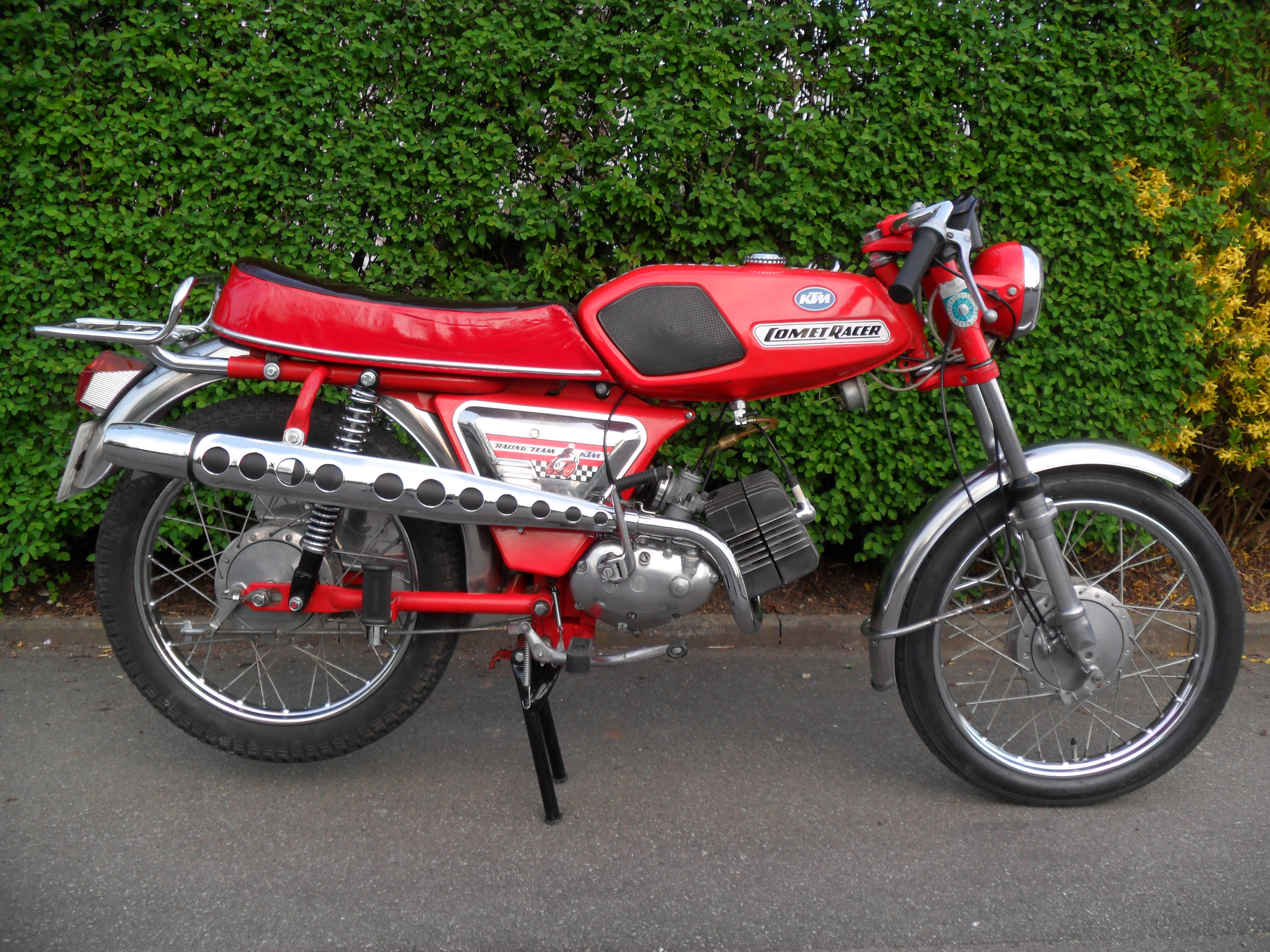
KTM Comet Racer
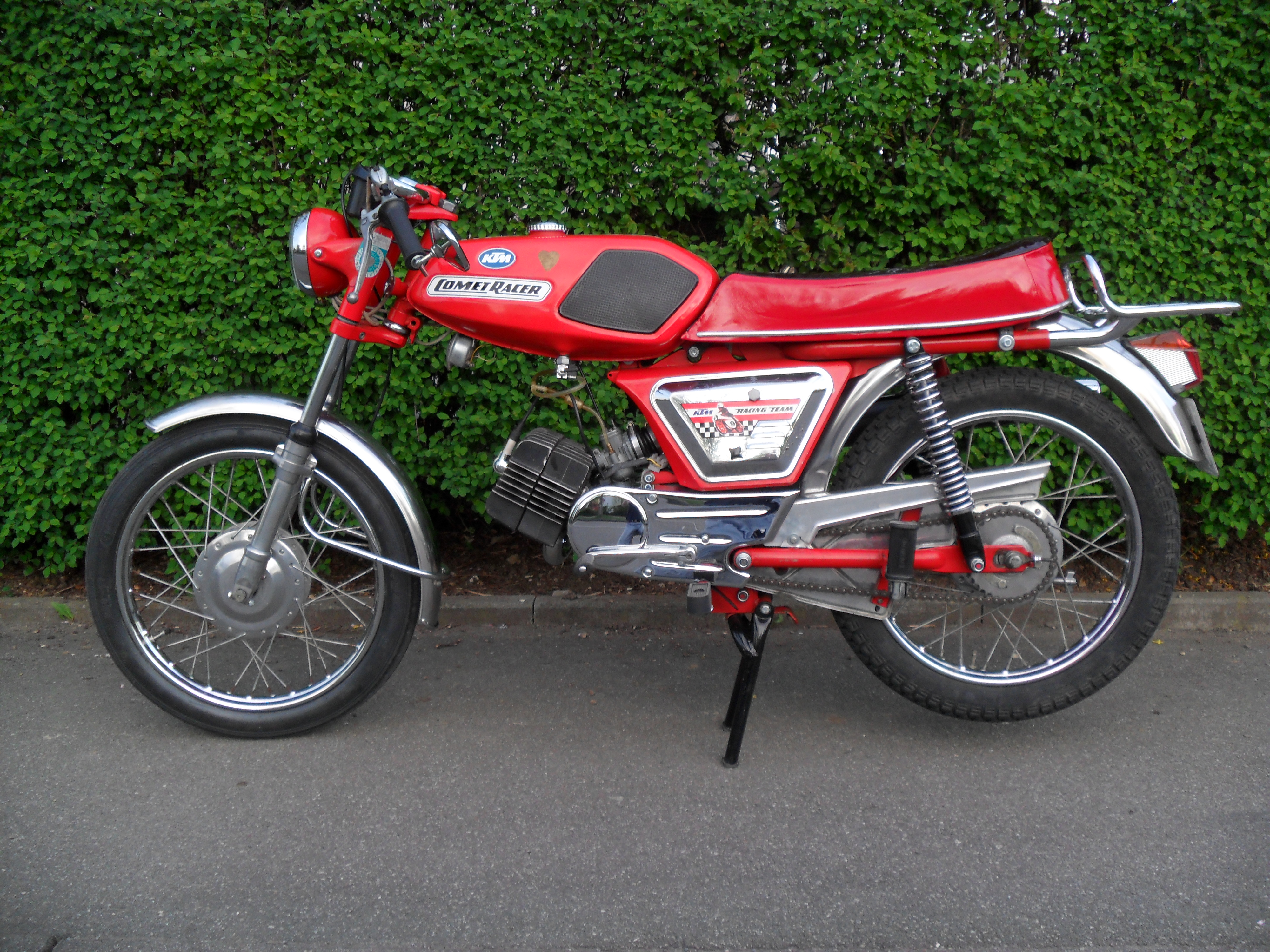
KTM Comet Racer